# 紀俊忠
紀 俊忠（きい としただ、1892年（明治25年）12月5日 - 1970年（昭和45年）1月22日）は、大正から昭和期の技術者、実業家、政治家、華族。貴族院男爵議員。旧姓・今園。

## 経歴
男爵・今園国映の二男として生まれ、男爵・紀俊秀の養子となる。養父の死去に伴い、1940年（昭和15年）11月1日、男爵を襲爵した。
1917年（大正6年）京都帝国大学理工科大学機械科を卒業。三井鉱山に入社。1936年（昭和11年）石炭液化工業の視察のためドイツに出張。1937年（昭和12年）満州合成燃料錦州工場の設計・建設に従事。1942年（昭和17年）朝鮮飛行機製作所長に就任。1944年（昭和19年）日本人造石油取締役に出向した。
1946年（昭和21年）5月11日、貴族院議員補欠選挙で当選して貴族院男爵議員に就任し、公正会に属して1947年（昭和22年）5月2日の貴族院廃止まで在任した。

## 親族
- 養母 紀美稔（山本晟忠五女）[1]
- 妻 紀富美子（養父長女）[1]
- 長男 紀俊行[1]